# Kvantne neuronske mreže
Kvantne nervne mreže (Quantum neural networks – QNNs) su modeli nervnih mreža koji su zasnovani na kvantnoj mehanici. Postoje dva različita pristupa istraživanju QNN, jedan koristeći procesuiranje kvantnih informacija radi unapređivanja postojećih modela nervnih mreža (nekad i obrnuto) , a drugi tražeći potencijalne kvantne efekte u mozgu.

## Veštačke kvantne nervne mreže
U računarskom pristupu istraživanju kvantnih nervnih mreža,  naučnici pokušavaju da kombinuju veštačke modele nervnih mreža (koji se dosta koriste u mašinskom učenju za važne zadatke poput klasifikacije šablona) uz prednosti kvantnih informacija u cilju razvijanja efikasnijih algoritama (za dalje čitanje pogledajte ). Važna motivacija za ova istraživanja je teškoća kontrolisanja nervnih mreža posebno u big data aplikacijama. Postoji nada da karakteristike kvantnog izračunavanja poput kvantnog paralelizma ili efekata mešanja i uplitanja mogu biti iskorišćenji kao izvori. Pošto je tehnološka implementacija kvantnog kompjutera jos u začetku, ovakvi modeli kvantnih nervnih mreža su uglavnom teorijski predlozi koji čekaju svoju punu implementaciju u fizičkim eksperimentima.
Istraživanje kvantnih nervnih mreža je i dalje u začetku i nagomilani predlozi i ideje širokog opsega i matematičke strogosti su postavljeni. Većina njih je zasnovana na ideji zamene klasičnog binarnog sistema ili McCulloch-Pitts neurona kjubitom što kao rezultat daje nervne jedinice koje mogu biti u "superpoziciji" tj. u stanju "aktivna" i "miruje".

### Istorija
Prve ideje o kvantnom nervnom računjanju su nezavisno objavili Ron Krajsli  i Subhaš Kak  1995. godine. Kak je diskutovao o sličnosti nervne aktivacione funkcije i kvantne mehaničke Eigenvalue jednačine, a posle je diskutovao o primeni ovih ideja u izučavanju funkcije mozga  i ograničenjima ovog pristupa. Ajit Narayanan i Tammy Menneer su predložili fotonsku implementaciju modela kvantne nervne mreže koja je zasnovana na teoriji o postojanju više univerzuma i "uklapa" se u željeni model. Od tada, objavljuje se sve više i više članaka u žurnalima o računarstvu i kvantnoj fizici kako bi se našao najbolji model za kvantne nervne mreže. 

### Kvantni perceptroni
Mnogi predlozi pokušavaju da nađu kvantni ekvivalent za perceptron od kog su nervne mreže napravljene. Problem je u tome što nelinearne aktivacione funkcije ne odgovaraju matematičkoj strukturi kvantne teorije, pošto je kvantna evolucija opisana linearnim operacijama i vodi do probabilističkih posmatranja. Ideje da se imitira aktivaciona formula perceptrona kvantnim mehaničkim formalizmom kreću se od upotrebe specijalnih merenja  do postuliranja nelinearnih kvantnih operatora (matematički okvir koji je sporan). Shuld, Sinayskiy i Petruccione su nedavno predložili direktnu implementaciju aktivacione formule korišćenjem modela kvantnog izračunavanja zasnovanom na strujnim kolima faznog kvantnog algoritma za estimaciju.

### Nejasna logika
Znatna količina interesa je pružena "kvantno inspirisanom" modelu koji koristi ideje kvantne teorije za implementaciju nervne mreže zasnovane na nejasnoj logici.

### Kvantne mreže
Neki koriste suprotan pristup i pokušavaju da iskoriste uvide iz istraživanja nervnih mreža kako bi dobili moćne aplikacije za kvantno računanje, kao što je kvantni algoritamski dizajn podržan mašinskim učenjem. Primer je rad Elizabeth Behrman i Jim Steck  koji su predložili kvantno izračunavanje koje se sastoji od broja kjubita sa međusobnim interakcijama koje se mogu uskladiti. Poštujući klasično pravilo "backpropagation", moć tih interakcija se shvata iz trenirajućeg seta željenih input-output relacija i tako kvantna mreža "uči" algoritam. 

### Kvantna asocijativna memorija
Dan Ventura i Tony Martinez su 1999. godine predstavili algoritam kvantne asocijativne memorije . Autori nisu pokušali da prevedu model veštačke nervne mreže u kvantnu teoriju već su predložili algoritam za kvantni kompjuter baziran na strujnom kolu koji simulira asocijativnu memoriju. Stanja memorije (u Hopfildovim nervnim mrežama čuvana u težinama nervnih konekcija) se upisuju na superpozicije a "Grover-like" algoritam za kvantnu pretragu vraća stanja memorije najbliža datom ulazu. Prednost ovog pristupa leži u eksponencijalnom memorijskom kapacitetu memorijskih stanja. Uprkos tome, ostaje pitanje da li model ima značaja za početnu svrhu Hopfildovih modela kao demonstracija kako pojednostavljene veštačke nervne mreže mogu da simuliraju funkcije mozga. 

### Kvantno izračunavanje preko raštrkanih distribuiranih reprezentacija
Rinkus  predlaže da distribuirana reprezentacija, posebno raštrkana distribuirana reprezentacija (sparse distributed representation (SDR)) pruža klasičnu implementaciju kvantnog izračunavanja. Posebno, skup SDR kodova koji se čuvaju u SDR polju za kodiranje, će u opštem slučaju da se presecaju do varirajućih stepeni. U svom drugom radu , Rinkus opisuje algoritam za učenje u unapred određenom vremenu koji "preslikava" sličnost ulaznog prostora u sličnost (veličina preseka) u SDR prostoru za kodiranje. Polazeći od pretpostavke da sličnost ulaza korelira sa verovatnoćom, ovo znači da svaki pojedinačni aktivan SDR kod je istovremeno i verovatnoća distribuiranosti preko svih sačuvanih ulaza , pri čemu se verovatnoća svakog ulaza može izračunati preko frakcije njegovog SDR koda koji je aktivan (na primer, preko veličine njegovog preseka sa aktivnim SDR kodom). Algoritam za učenje/zaključivanje može da se posmatra i kao operator za apdejtovanje stanja i zbog toga što bilo koji pojedinačni SDR kod koji je aktivan istovremeno predstavlja i verovatnoću konkretnog ulaza X, kom je pridružen za vreme učenja, a i verovatnoće svih ostalih sačuvanih ulaza, isti fizički proces koji apdejtuje verovatnoću ulaza X takođe apdejtuje i verovatnoće svih ostalih sačuvanih ulaza. Pod "unapred određenim vremenom" se misli na to da se broj koraka za izračunavanje koji su uključeni u ovaj proces (algoritam za apdejtovanje) ne menja dok se broj sačuvanih kodova povećava. Ova teorija se radikalno razlikuje od standardnog pogleda na kvatno izračunavanje i kvantnu fizičku teoriju: umesto pretpostavke da stanja entiteta na najnižem nivou u sistemu, na primer pojedinačni binarni neuroni, postoje u superpozicijama, pretpostavlja se da samo da entiteti na višim nivoima, na primer, kompozitni entiteti ili celi SDR kodovi (koji su skupovi binarnih neurona), postoje u superpoziciji.

### Kvatno učenje
Većina algoritama za učenje poštuje klasičan model treniranja veštačkih nervnih mreža kako bi se dobile input-output funkcije datog trenirajućeg skupa i koriste klasične povratne petlje za apdejtovanje parametara kvantnog sistema dok ne postignu optimalnu konfiguraciju. Učenju kao problemu optimizacije parametara takođe pristupaju i adiabatski modeli kvatnog računanja . Nedavno se pojavila nova post-learning strategija koja omogućava pretragu poboljšanog skupa težina zasnovanih na analogiji kvantnih efekata koji se pojavljuju u prirodi. Tehnika, predložena u  je zasnovana na analogiji modelovanja biološkog neurona kao poluprovodnika heterostrukture koja se sastoji od jedne energetske barijere koja je smeštena između dve energetski niže oblasti. Aktivaciona formula neurona je prema tome posmatrana kao čestica koja ulazi u heterostrukturu i ima interakciju sa barijerom. U ovom slučaju pomoćno pojačanje klasičnom procesu izučavanja nervnih mreža se postiže minimalnim dodatnim troškovima izračunavanja.

### Kvantne generalizacije "Feedforward" nervnih mreža[23]
Jedan od načina za konstrukciju kvantnog neurona je da se prvo generalizuju klasični neuroni (postavljanjem pomoćnih bitova) u reverzibilne permutacione kapije i onda njihovom daljom generalizacijom napraviti jedinične kapije. Zbog teoreme o nekloniranju u kvantnoj mehanici, kopiranje izlaza pre njegovog slanja različitim neuronima u sledećem sloju nije trivijalno. Ovo može biti zamenjeno generalnim kvantnim jedinstvenim pristupom izlazu dodajući mu pomoćni bit u stanju |0⟩. To ima klasičnu kapiju za kopiranje (CNOT) kao specijalan slučaj, i u tom smislu generalizuje klasičnu operaciju kopiranja. Može biti pokazano da pri korišćenju ove sheme, kvantne nervne mreže mogu da: (i) kompresuju kvantna stanja u minimalan broj kjubita, i tako kreirajući autoenkoder, i (ii) omogućavaju otkrivanje kvantnih komunikacionih protokola kao što je teleportacija. Univerzalan recept je samo teorijski i ne zavisi od implementacije. Modul kvantnog neurona se može prirodno implementirati fotonično.

## Biološke kvantne nervne mreže
iako mnogi istraživači kvantne nervne mreže eksplicitno ograničavaju svoje interesovanje na perspektivu izračunavanja, ta oblast je usko povezana sa istraživanjima potencijalnih kvantnih efekata u biološkim nervnim mrežama. Modeli kognitivnih agenata i kvantnih kolektiva zasnovanim na memoriji su predloženi od strane Subhash Kak,  ali on takođe ističe specifične probleme granica u obzervaciji i kontroli ovih memorija zbog fundamentalnih logičkih razloga. On je takođe predložio to da kvantni jezik mora biti povezan sa biološkim nervnim mrežama.
Kombinacija kvantne fizike i nauke o neuronima takođe podstiče burnu debatu koja značajno prevazilazi granice nauke, kao ilustrativan primer možemo uzeti žurnale kao što je NeuroQuantology  ili metoda lečenja Quantum Neurology. Međutim, takođe u sferi naučnih teorija o tome kako mozak može da proizvede ponašanje čestica na kvatnom nivou postoje kontroverzne debate. Fuzija biologije i kvatne fizike je nedavno, otkrićem znakova za efikasan transport energije u fotosintezi zbog kvantnih efekata, dobila momentum. Međutim, ne postoji široko prihvaćen dokaz 'kvantnog mozga', ipak prema ne tako jasnim izveštajima "Mag-Lag" efekata u MRI skeneru, pacijenti bi mogli uslovno predložiti da prilično osetljive interakcije u mozgu mogu po svojoj prirodi biti zapravo kvantne, i prema tome mogu biti pod dejstvom uticaja veoma snažnih stabilnih stanja magnetnih polja koji slučajno oslikavaju efekte koji se mogu primetiti na visoko-G u borilačkim pilotima. Ova hipoteza se sada dalje istražuje.

## Literatura
- Loewenstein, Werner (2013). Physics in Mind: A Quantum View of the Brain. Basic Books. ISBN 978-0-465-02984-6.

## Dodatna literatura
- „Recent review of quantum neural networks by M. Schuld, I. Sinayskiy and F. Petruccione”. arXiv:abs/1408.7005  Проверите вредност параметра |arxiv= (помоћ).

- „Article by P. Gralewicz on the plausibility of quantum computing in biological neural networks”. arXiv:abs/quant-ph/0401127  Проверите вредност параметра |arxiv= (помоћ).

## Spoljašnje veze
- Review of quantum neural networks by Wei
- „Training a neural net to recognize images”. Архивирано из оригинала 13. 11. 2013. г.